# Проезд Шломина
Прое́зд Шло́мина (до 1957 года — 3-й Николощеповский переулок) — небольшая улица в центре Москвы в районе Арбат между 2-м Николощеповским и 1-м Смоленским переулками. Здесь находится станция метро «Смоленская» Филёвской линии.

## Происхождение названия
1-й, 2-й и 3-й Николощеповские переулки названы по церкви Николая Чудотворца на Щепах, которая была поставлена близ государева дровяного (щепного) двора, где делались срубы для деревянных построек. 3-й Николощеповский переулок переименован в проезд Шломина 5 ноября 1957 года в честь погибшего в этом районе от рук юнкеров Митрофана Шломина (1896—1917) — слесаря, участника Октябрьской революции.

## Описание
Небольшой проезд, начинается от 2-го Николощеповского переулка рядом со станцией метро «Смоленская» Филёвской линии на Смоленской площади, проходит на север, затем поворачивает на запад и параллельно 2-му Николощеповскому выходит на 1-й Смоленский переулок.
На проезде всего лишь два здания : № 6 — многоквартирный дом 1900 года постройки и № 8 — магазин.
Длина проезда 137 метров.